# Tetracanthella californica
Tetracanthella californica är en urinsektsart som beskrevs av Louis Deharveng 1978. Tetracanthella californica ingår i släktet Tetracanthella och familjen Isotomidae. Inga underarter finns listade i Catalogue of Life.